# 日本弓鳍鱼属
日本弓鰭魚屬，為弓鳍鱼目弓鳍鱼科下的一個種，化石發現日本九州島北部的脇野亞層群。由正模標本估計全長約 29.8 公分。種名來自化石捐贈者 Masahiro Sato 的姓氏。